# Matilde de Bèlgica
Matilde de Bèlgica (nascuda Mathilde Marie-Christine Ghislaine d'Udekem d'Acoz, coneguda com a Mathilde d'Udekem d'Acoz; Uccle, 20 de gener de 1973) és l'actual reina consort dels belgues des de l'ascensió al tron del seu marit, el rei Felip, el 21 de juliol de 2013. Actualment és l'única reina consort d'Europa d'origen noble i la primera reina consort belga nascuda a Bèlgica.

## Biografia

### Naixement i família
Matilde d'Udekem d'Acoz va néixer a Uccle (Regió de Brussel·les-Capital) el 20 de gener de 1973 dins d'una família aristocràtica. El seu avi i el seu oncle havien ostentat el títol de barons i el seu pare i ella el de Jonkheer (el títol més baix de la noblesa belga, equivalent, a grans trets, al de senyor).
El pare de Matilde, Patrick d'Udekem d'Acoz (Uccle, 1936 - Ottignies-Louvain-la-Neuve, 2008) no va heretar la baronia del seu pare, el Baró Charles d'Udekem d'Acoz (Gant, 1885 - Proven, 1968), perquè en ser-ne el fill petit, no n'era l'hereu. L'oncle de Matilde n'heretà el títol mentre que al pare li pertocà un títol menor com el de Jonkheer. Amb motiu del casament de la seva filla amb el Príncep Felip, se li concedí el títol de comte el 1999.
La mare de Matilde és la comtessa Anna Maria Komorowska (Białogard, Polònia, 1946), filla del comte Leon Michał Komorowski (Siedliska, 1907 - 1992) i de la princesa polonesa Zofia Maria Sapieha-Kodeńska (Bobrek, 1919 - Herstal, 1997). Aquesta branca materna l'emparenta amb l'expresident de la República de Polònia Bronisław Maria Komorowski que ocupà el càrrec del 2010 al 2015.
Gràcies a aquest llinatge, la Reina Matilde és actualment l'única reina consort d'Europa que és membre de la noblesa per naixement, juntament amb la princesa Maria de Liechtenstein (nascuda com a comtessa Marie Aglaë Kinsky de Wchinitz i Tettau) i la princesa Estefania de Luxemburg (nascuda com a comtessa de Lannoy).
És la més gran de cinc germans: Jonkvrouw Marie-Alix (1974-1997, morta als 22 anys en un accident de cotxe); la marquesa Elisabeth (1977), casada amb el marquès Alfonso Pallavicini; la baronessa Hélène (1979), casada amb el baró Nicolás Janssen; i el comte Charles-Henri (1985), que va heretar el títol del pare després de la seva mort.

### Estudis i carrera professional
Matilde va cursar els seus estudis primaris a Bastogne, on va ser criada al Château de Losange, propietat de la família. Els estudis secundaris els va cursar a l'Institut de la Vierge Fidèle de Brussel·les i, posteriorment, del 1991 al 1994, va estudiar logopèdia a l'Institut Libre Marie Haps de Brussel·les. Es va graduar amb honors (magna cum laude) i va exercir com a logopeda fins al 1999. Paral·lelament, va estudiar Psicologia a la Universitat Catòlica de Lovaina graduant-se amb el distintiu cum laude el 2002.
Matilde parla francès, flamenc, holandès, anglès, italià i una mica de castellà i polonès.

## Matrimoni i descendència

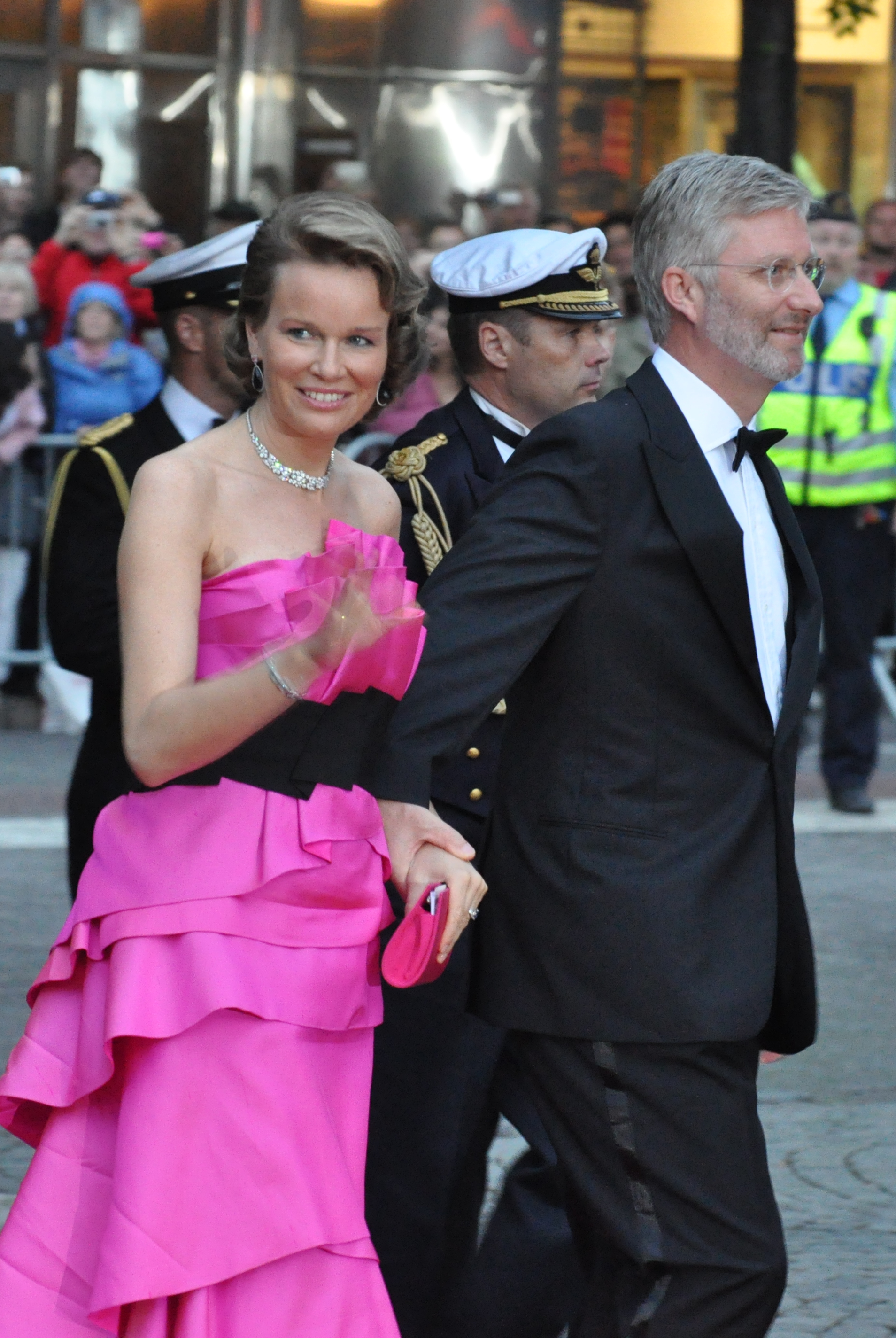
Felip i Matilde el 2010.

L'anunci del compromís de Matilde amb el príncep hereu va ser una sorpresa pel poble belga, ja que havien mantingut la relació en secret durant tres anys. La Casa Reial Belga va anunciar-lo el 13 de setembre de 1999, poc menys de tres mesos abans del casament, que se celebrà el 4 de desembre de 1999 a Brussel·les.
El casament es dugué a terme amb una cerimònia civil a l'Ajuntament de Brussel·les seguida d'una cerimònia religiosa a la Catedral de Brussel·les.
El vestit de núvia, que Matilde va seguir portant després de les noces, va ser dissenyat per Édouard Vermeulen. També va utilitzar un vel de la família reial belga que ja havia emprat la reina Paola de Bèlgica, la seva sogra, al seu casament. Com a joies, va lluir una diadema de diamants, regal del seu sogre, el rei Albert II de Bèlgica, que havia pertangut a les reines Elisabet i Àstrid.
A partir d'aquell moment, Matilde d'Udekem d'Acoz esdevingué princesa de Bèlgica i duquessa de Brabant, fins que el seu marit va ascendir al tron el 2013.

### Descendència
La parella té quatre fills, tots nascuts a l'Hospital Erasmus de Brussel·les:
- Princesa Elisabet Teresa Maria Helena, actual duquessa de Brabant, nascuda el 25 d'octubre de 2001.[12]

- Príncep Gabriel Balduí Carles Maria, nascut el 20 d'agost de 2003.[13]
- Príncep Emmanuel Leopold Guillem Francesc Maria, nascut el 4 d'octubre de 2005.[14]
- Princesa Elionor Fabiola Victòria Anna Maria, nascuda el 16 d'abril de 2008.[15]

La Princesa Elisabet és la primera en la línia de successió al tron, seguida dels seus germans i germana que són, respectivament, segon, tercer i quarta en la línia successòria d'acord amb la llei de successió belga, que va ser modficada el 1991 per eliminar la preeminència masculina en l'ordre de successió que ara és estrictament per edat.

## Reina de Bèlgica

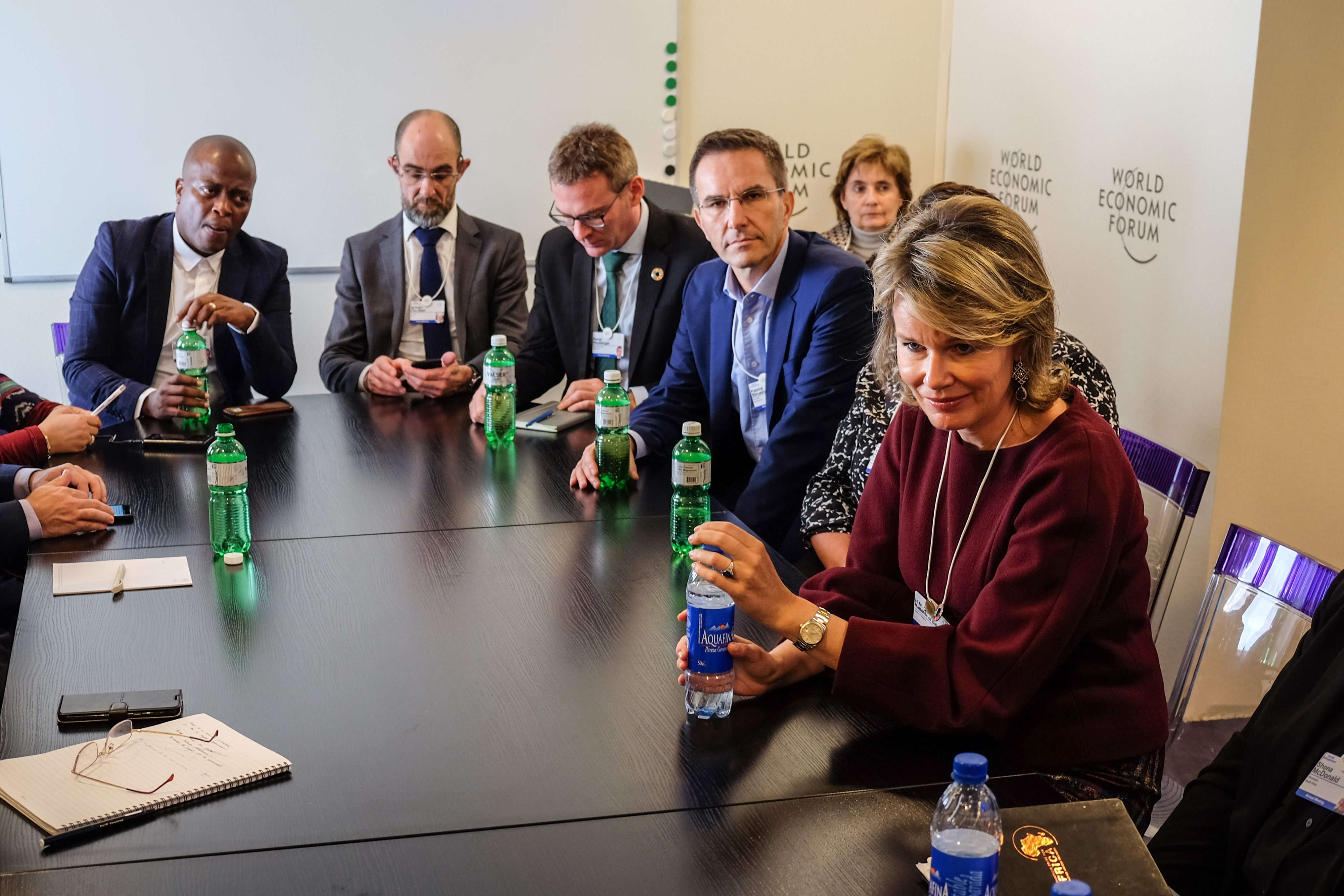
Matilde en una reunió del Fòrum Econòmic Mundial el 2018.

El 3 de juliol de 2013 el rei Albert II va anunciar la seva abdicació al tron belga, que es produí el 21 de juliol del mateix any, dia de la festa nacional belga. Aquell mateix dia, el príncep Felip va assumir el títol de rei dels Belgues i es convertí en el cap d'Estat del país. Per extensió, Matilde es convertí en reina consort dels Belgues el mateix dia.
Des que es convertí en membre de la Casa Reial de Bèlgica, Matilde s'ha involucrat especialment en institucions i organitzacions relacionades amb la salut, l'educació i el paper de la dona en la societat. És presidenta d'honor de la Fundació Reina Matilde, creada per ella mateixa el 2001, i de l'organització benèfica Oeuvres de la Regni - Hulpfonds van de Koningin. El 2005, Matilde va ser una de les emissàries de les Nacions Unides per a l'Any Internacional del Microcrèdit i el 2009 va ser nomenada presidenta d'honor d'UNICEF Bèlgica.
Des del 2014 Matilde és presidenta d'honor de Child Focus, la Fundació Europea per a Nens Desapareguts i Explotats Sexualment i del Breast International Group, una ONG que congrega científics i experts mundials en la lluita contra el càncer de mama. El 2014, després de la mort de la reina Fabiola, també va assumir el patronat del Concurs Internacional de Música de la Reina Elisabet de Bèlgica.
El gener de 2016 la Reina Matilde va ser nomenada ambaixadora dels Objectius de Desenvolupament Sostenible (ODS) de les Nacions Unides. El 2018 va rebre el Premi Honorífic de Sostenibilitat d'Alemanya, atorgat pel govern alemany, pel seu compromís humanitari i social i per la seva contribució al debat per a la implementació dels ODS. Aquell mateix any va ser nomenada presidenta honorarífica del Consell Federal pel Desenvolupament Sostenible de Bèlgica, i membre d'honor de la Reial Acadèmia de Medicina de Bèlgica. La reina també és una de les assistents habituals al Fòrum Econòmic Mundial de Davos.

## Títols i tractaments
- 20 de gener de 1973 – 4 de desembre de 1999: Jonkvrouw d'Udekem d'Acoz.
- 4 de desembre de 1999 – 21 de juliol de 2013: Sa Altesa Reial, la Princesa Matilde de Bèlgica.
- 4 de desembre de 1999 – 21 de juliol de 2013: Sa Altesa Reial, la duquessa de Brabant.
- 21 de juliol de 2013 – actualitat: Sa Majestat, la Reina Consort dels Belgues.

## Distincions honorífiques

Escut de la Casa d'Udekem d'Acoz.

### Distincions honorífiques belgues
- Dama gran cordó de l'Orde de Leopold (19/09/2000).[22]

### Distincions honorífiques estrangeres
- Dama gran creu de la Reial Orde d'Isabel la Catòlica (Regne d'Espanya, 12/05/2000).[23]
- Comandant gran creu de l'Orde de l'Estrella Polar (Regne de Suècia, 07/05/2001).[24]
- Dama gran creu del Reial Orde Noruec de Sant Olaf (Regne de Noruega, 20/05/2003).[25][26]
- Dama gran creu de l'Orde de la Rosa Blanca (República de Finlàndia, 30/03/2004).
- Dama gran creu de l'Orde al Mèrit de la República de Polònia (República de Polònia, 18/10/2004).
- Dama gran creu de l'Orde de Crist (República Portuguesa, 08/03/2006).
- Dama gran creu de l'Orde d'Orange-Nassau (Regne dels Països Baixos, 20/06/2006).
- Dama gran creu de l'Orde d'Adolf de Nassau (Gran Ducat de Luxemburg, 20/03/2007).
- Dama gran creu de l'Orde del Sant Sepulcre de Jerusalem (Ciutat del Vaticà, 11/06/2010).[27]
- Dama gran creu classe especial de l'Orde al Mèrit de la República Federal d'Alemanya (República Federal d'Alemanya, 08/03/2016).[28][29]
- Medalla commemorativa del 70è Aniversari del Rei Carles XVI Gustau (Regne de Suècia, 30/04/2016).[30]
- Dama gran cordó de la Suprema Orde del Renaixement (Regne Haiximita de Jordània, 18/05/2016).[31][32]
- Dama gran cordó de l'Orde de la Preciosa Corona (Imperi del Japó, 11/10/2016).[33][34]
- Dama gran creu de l'Orde del Lleó Neerlandès (Regne dels Països Baixos, 28/11/2016).[35]
- Dama de l'Orde de l'Elefant (Regne de Dinamarca, 28/03/2017).[36][37]
- Dama gran collar de l'Orde de l'Infant Dom Henrique (República Portuguesa, 22/10/2018).[38]
- Dama gran creu de l'Orde de la Legió d'Honor (República Francesa, 19/11/2018).[39]
- Dama de l'Orde del Lleó d'Or de la Casa de Nassau (Gran Ducat de Luxemburg, 15/10/2019).[40]

Escut d'Armes amb Gran Creu de l'Orde d'Isabel la Catòlica